# Torsmo
Torsmo är en by i Orsa kommun. Byn är belägen nordost om Skattungbyn

## Historia
Byn Torsmo har anor från 1700-talet och var från början fäbod. Under åren 1920–1937 fanns en lanthandel i byn som drevs av Fru Anna-Stina Andersson. Då Karl-Erik Forsslund besökte byn 1916 fanns här 26 gårdar, varav den förmodligen äldsta ”Bilar Jugas” med boningshuset daterat 1746, och med ett härbre daterat 1691. Andra gårdar var bland andra Staffasgården, Snällgården och även Ollargården.

## Natur
Torsmo gränsar till Orsa Besparingskog som är känd för sin fina natur och kulturarv. I byn finns även fornlämningar på olika platser, såsom gamla ugnar och liknande.